# Boris Winogradow (zoolog)
Boris Stiepanowicz Winogradow (ur. 25 marca?/6 kwietnia 1891 w Wolsku, zm. 10 lipca 1958 w Leningradzie) – rosyjski i radziecki zoolog, specjalista z zakresu paleontologii, ekologii i zoogeografii gryzoni, morfologii i anatomii porównawczej. Absolwent Uniwersytetu w Charkowie, od 1939 profesor nauk biologicznych. Założyciel tzw. leningradzkiej szkoły teriologicznej. 
Boris Winogradow ukończył studia na wydziale nauk przyrodniczych Uniwersytetu w Charkowie (1918), od 1921 do 1958 pracował w Instytucie Zoologicznym ZSRR (od 1934 na stanowisku szefa działu kręgowców lądowych), równocześnie w latach 1932–1953 pracował w Leningradzkim Uniwersytecie Państwowym (od 1945 roku jako kierownik Katedry Zoologii). Uzyskał doktorat z zakresu nauk biologicznych w 1934, a profesurę w 1939.
Taksony autorstwa Borisa Winogradowa:
- Allactaginae Vinogradov, 1925
- Allactaga severtzovi Vinogradov, 1925
- Cardiocraniinae Vinogradov, 1925
- Salpingotus Vinogradov, 1922
- Salpingotus kozlovi Vinogradov, 1922
- Salpingotus crassicauda Vinogradov, 1924
- Eremodipus lichtensteini Vinogradov, 1927
- Eremodipus Vinogradov, 1930
- Jaculus turcmenicus Vinogradov & Bondar, 1949 – (synonim gatunku Jaculus blanfordi)
- Paradipus Vinogradov, 1930
- Paradipus ctenodactylus Vinogradov, 1929
- Sicista caucasica Vinogradov, 1925
- Blanfordimys bucharicus (Vinogradov, 1931)
- Lemmus amurensis Vinogradov, 1924